# Venom: Let There Be Carnage
Venom: Let There Be Carnage is Amerikaanse superheldenfilm uit 2021 gebaseerd op de verhalen van het titelpersonage, Venom uit de Marvel Comics. De film is geregisseerd door Andy Serkis. De cast bestaat uit Tom Hardy als Eddie Brock, Woody Harrelson als Carnage, Michelle Williams, Reid Scott, Naomie Harris en Stephen Graham. De film is het vervolg op Venom uit 2018.

## Verhaal
In 1996 kijkt een jonge Cletus Kasady hulpeloos toe hoe zijn liefde, Frances Barrison, die het vermogen heeft om geluid te manipuleren, wordt weggevoerd van het St. Estes Home for Unwanted Children naar het Ravencroft Institute. Onderweg gebruikt ze haar sonische schreeuwkrachten om te ontsnappen en valt ze de jonge politieagent Patrick Mulligan aan. Hij schiet Barrison in het oog en loopt een verwonding aan zijn oor als gevolg van haar schreeuw. Zonder medeweten van Mulligan, die gelooft dat hij haar heeft vermoord, wordt Barrison naar de faciliteit gebracht, die verhard is tegen haar krachten.
18 maanden na de gebeurtenissen van de eerste film, Mulligan, nu een detective, neemt contact op met Eddie Brock om Kasady te spreken, een seriemoordenaar die weigert met iemand anders dan Brock te praten na hun interview een jaar eerder. Na het bezoek kan Venom, Eddie's symbiont, erachter komen waar Kasady het lichaam van slachtoffers heeft verborgen, wat Brock een enorme carrièreboost geeft. Brock wordt vervolgens gecontacteerd door zijn ex-verloofde Anne Weying, die hem vertelt dat ze nu verloofd is met Dr. Dan Lewis, tot groot ongenoegen van Venom.
Kasady, die schuldig werd bevonden aan zijn misdaden en eerder ter dood was veroordeeld door een dodelijke injectie, nodigt Brock uit in de staatsgevangenis van San Quentin, waar Kasady in de dodencel wordt vastgehouden, om zijn executie bij te wonen. Venom wordt echter uitgelokt om Kasady aan te vallen via beledigingen richting Brock. Kasady bijt Brock's hand en neemt een klein deel van de symbiont op. Terug naar huis, Venom, die meer vrijheid wil om criminelen te eten, heeft ruzie met Brock, en de twee vechten uiteindelijk totdat de symbiont zich losmaakt van zijn lichaam; ze gaan hun eigen weg.
Kasady's executie mislukt wanneer een rode symbiont tevoorschijn komt en de injectie blokkeert. Hij stelt zichzelf voor als Carnage en gaat op een gewelddadige razzia door de gevangenis, waarbij hij gevangenen bevrijdt en bewakers vermoordt. Kasady en Carnage sluiten dan een deal: Carnage helpt Kasady om Barrison uit Ravencroft te breken en Kasady helpt hem om Brock en Venom te elimineren. Mulligan bezoekt Brock thuis en waarschuwt hem voor de situatie. In Ravencroft bevrijdt Kasady Barrison, en ze reizen naar hun oude tehuis om het af te branden.
Mulligan, verdacht van Brock vanwege zijn interacties met Kasady voordat Carnage opdook, neemt Brock mee naar het politiebureau. Brock weigert de vragen van Mulligan te beantwoorden en neemt contact op met Weying als zijn advocaat. Brock onthult dat Venom van hem is gescheiden en de symbiont nodig heeft om samen tegen Carnage te vechten. Terwijl Venom zich een weg baant door San Francisco door van lichaam naar lichaam te springen, vindt en overtuigt Weying hem om Brock te vergeven. Ze krijgt een band met Venom en breekt Brock uit het politiebureau. Brock en Venom maken het weer goed en verbinden zich weer.
Kasady gijzelt Mulligan en Barrison neemt Weying gevangen nadat hij Brock niet heeft gevonden. Barrison geeft Lewis informatie over de verblijfplaats van Weying, en hij geeft het aan Brock. Kasady en Barrison plannen om te trouwen in een kathedraal, waar Venom verschijnt en vecht tegen Carnage. Barrison doodt schijnbaar Mulligan door hem aan een ketting te hangen. Venom houdt zich staande tegen zijn nageslacht, maar hij wordt uiteindelijk op brute wijze overmeesterd door Carnage, en de laatste besluit Weying boven op de kathedraal te doden. Venom slaagt erin Weying op tijd te redden en daagt Barrison uit om haar krachten opnieuw te gebruiken; haar sonische ontploffing zorgt ervoor dat beide symbioten scheiden van hun gastheren als de kathedraal instort en een vallende kerkklok Barrison verplet.
Venom redt Brock door een band met hem te vormen voor de impact. Carnage probeert weer een band met Kasady te krijgen, maar Venom verslindt de symbiont. Kasady stelt dat hij alleen Brock's vriend wilde zijn, maar Venom bijt Kasady's hoofd eraf. Terwijl Brock, Venom, Weying en Lewis ontsnappen, flitsen de ogen van een nog levende Mulligan blauw. Brock en Venom, nu voortvluchtigen, besluiten op vakantie te gaan terwijl ze nadenken over hun volgende stappen.
In een post-credits-scene vertelt Venom aan Brock over de kennis van de symbioten van andere universums, een verblindend licht transporteert hen van hun hotelkamer naar een andere kamer waar ze op televisie J. Jonah Jameson de identiteit van Spider-Man's zien onthullen als Peter Parker...

## Rolverdeling
| Acteur / actrice   | Personage                                     |
| ------------------ | --------------------------------------------- |
| Tom Hardy          | Eddie Brock / Venom                           |
| Woody Harrelson    | Cletus Kasady / Carnage                       |
| Michelle Williams  | Anne Weying / She-Venom                       |
| Reid Scott         | Dr. Dan Lewis                                 |
| Naomie Harris      | Frances Barrison / Shriek                     |
| Stephen Graham     | Detective Patrick Mulligan                    |
| Sean Delaney       | jonge rechercheur Mulligan                    |
| Peggy Lu           | Mrs. Chen                                     |
| Sian Webber        | Dr. Pazzo                                     |
| Jack Bandeira      | jonge Cletus                                  |
| Olumide Olorunfemi | jonge Frances                                 |
| Little Simz        | haarzelf                                      |
| Scroobius Pip      | Siegfried                                     |
| J.K. Simmons       | J. Jonah Jameson (Post-credit scene)          |
| Tom Holland        | Peter Parker / Spider-Man (Post-credit scene) |

## Release en opbrengst
Venom: Let There Be Carnage had een vroege vertoning voor fans in Londen op 14 september 2021 en werd uitgebracht in de Verenigde Staten op 1 oktober 2021 in Real D 3D en IMAX. De film kwam op 13 oktober 2021 uit in België en op 21 oktober in Nederland.
De film bracht tijdens zijn openingsweekend in de Verenigde Staten 90 miljoen dollar op en is daarmee het beste Amerikaanse openingsweekend sinds de start van de coronacrisis.
Op Rotten Tomatoes heeft Venom: Let There Be Carnage een waarde van 61% en een gemiddelde score van 5,50/10, gebaseerd op 233 recensies. Op Metacritic heeft de film een gemiddelde score van 48/100, gebaseerd op 45 recensies.